# Palácio Nacional da Ajuda

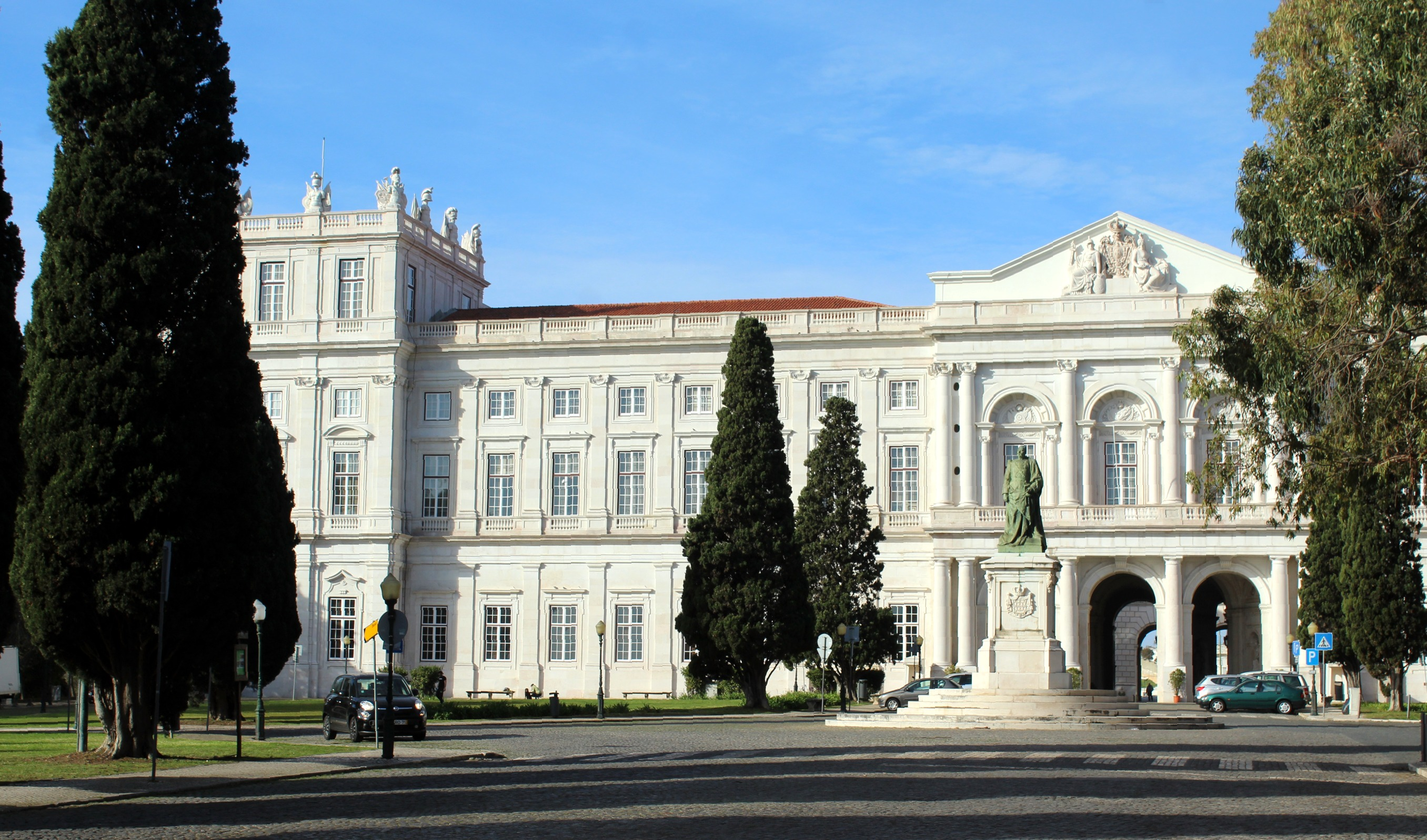
Das Schloss Ajuda

Das Schloss Ajuda (portugiesisch Palácio da Ajuda) in Lissabon war die Residenz der Könige von Portugal. Es steht im Stadtteil Ajuda und dient heute als Museum.

## Geschichte
Der Palast wurde in seiner heutigen Form zu Beginn des 19. Jahrhunderts von José da Costa e Silva im Stil des Klassizismus errichtet, nachdem der Vorgängerbau im Jahre 1795 abgebrannt war. Die Arbeiten begannen im Jahr 1802, die Bautätigkeiten mussten jedoch im Laufe der Zeit mehrmals unterbrochen werden, so dass der Palast erst im Jahr 1861, wenn auch nur teilweise, fertiggestellt werden konnte. Erst im Jahre 2018 wurde mit den Bauarbeiten an der Westfassade die Renovierung des Gebäudes vollständig abgeschlossen. Im neu erbauten Westflügel befindet sich seitdem das Museum der Schatzkammer mit den portugiesischen Kronjuwelen.
Der Palast wurde erst wieder ständiger Wohnsitz der königlichen Familie, nachdem D. Luís I. im Jahr 1861 König geworden war und die italienische Prinzessin Maria Pia von Savoyen geheiratet hatte. Beeindruckend ist die Sala Saxe, ein Geschenk des Königs von Sachsen an Maria Pia, in der alle Möbelstücke mit Meißener Porzellan verziert sind. Schön sind auch das Atelier des Königs, die Ballsäle und der riesige Bankettsaal mit Kristallleuchtern, in welchem die Stühle mit Seide bespannt sind. Der Speisesaal ist in hellen Farben gehalten und verfügt über eine Empore, auf der Musiker die Mahlzeiten begleiten konnten. Das Deckenfresko zeigt eine Allegorie der Geburt von König D. João VI. Am anderen Ende des Palastes befindet sich das neugotische Studio von König D. Luís I., welches mit geschnitzten Möbeln ausgestattet ist.

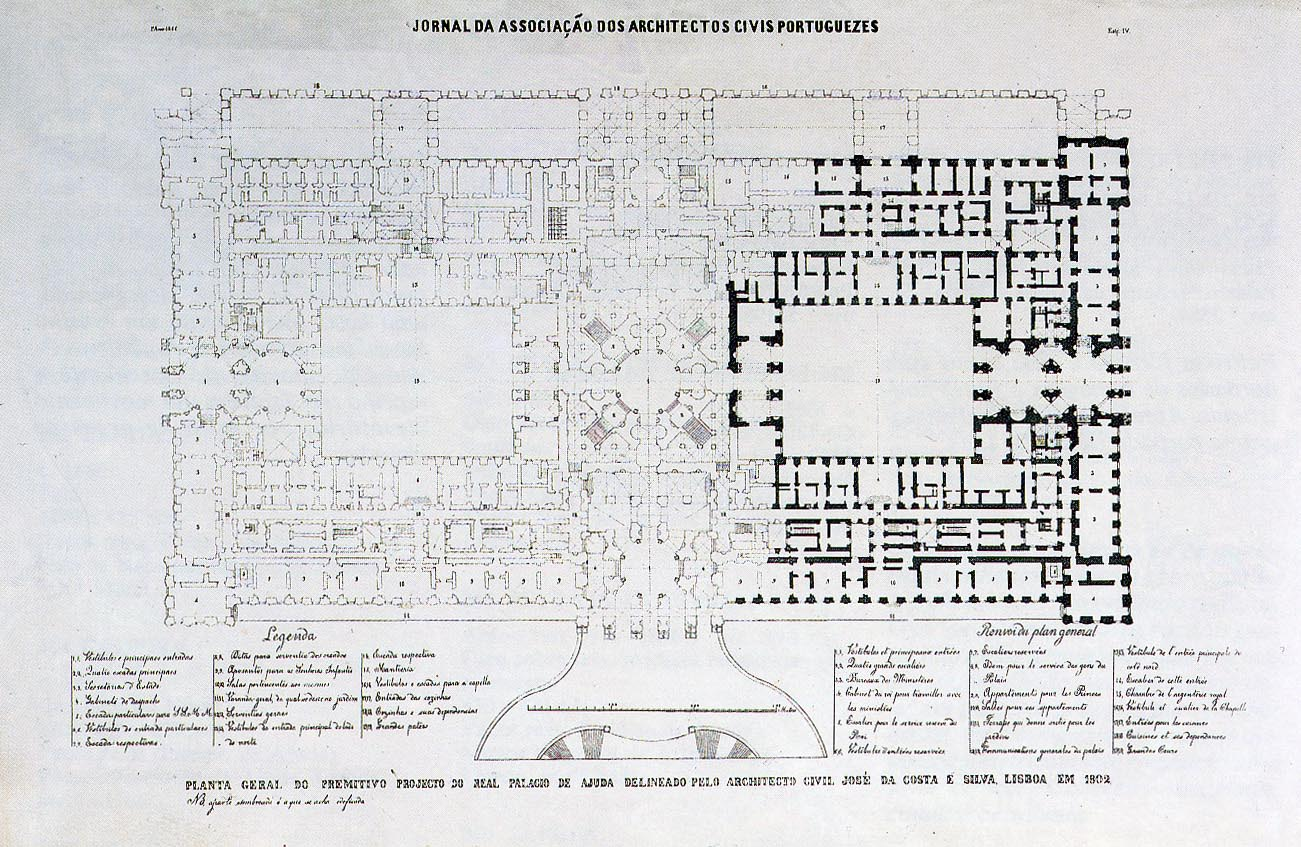
Das ursprünglich geplante Schloss
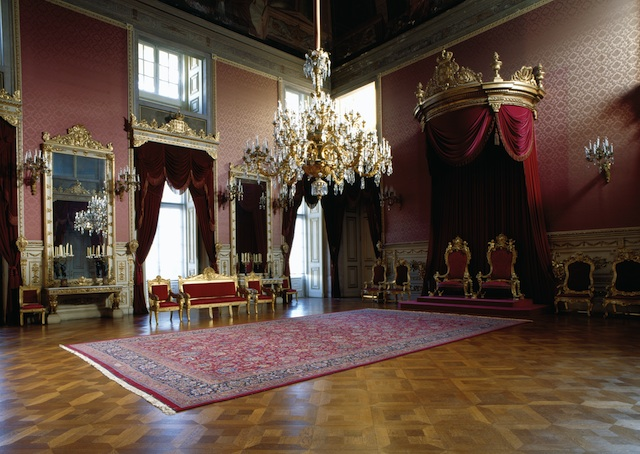
Der Thronsaal mit den Königsthronen
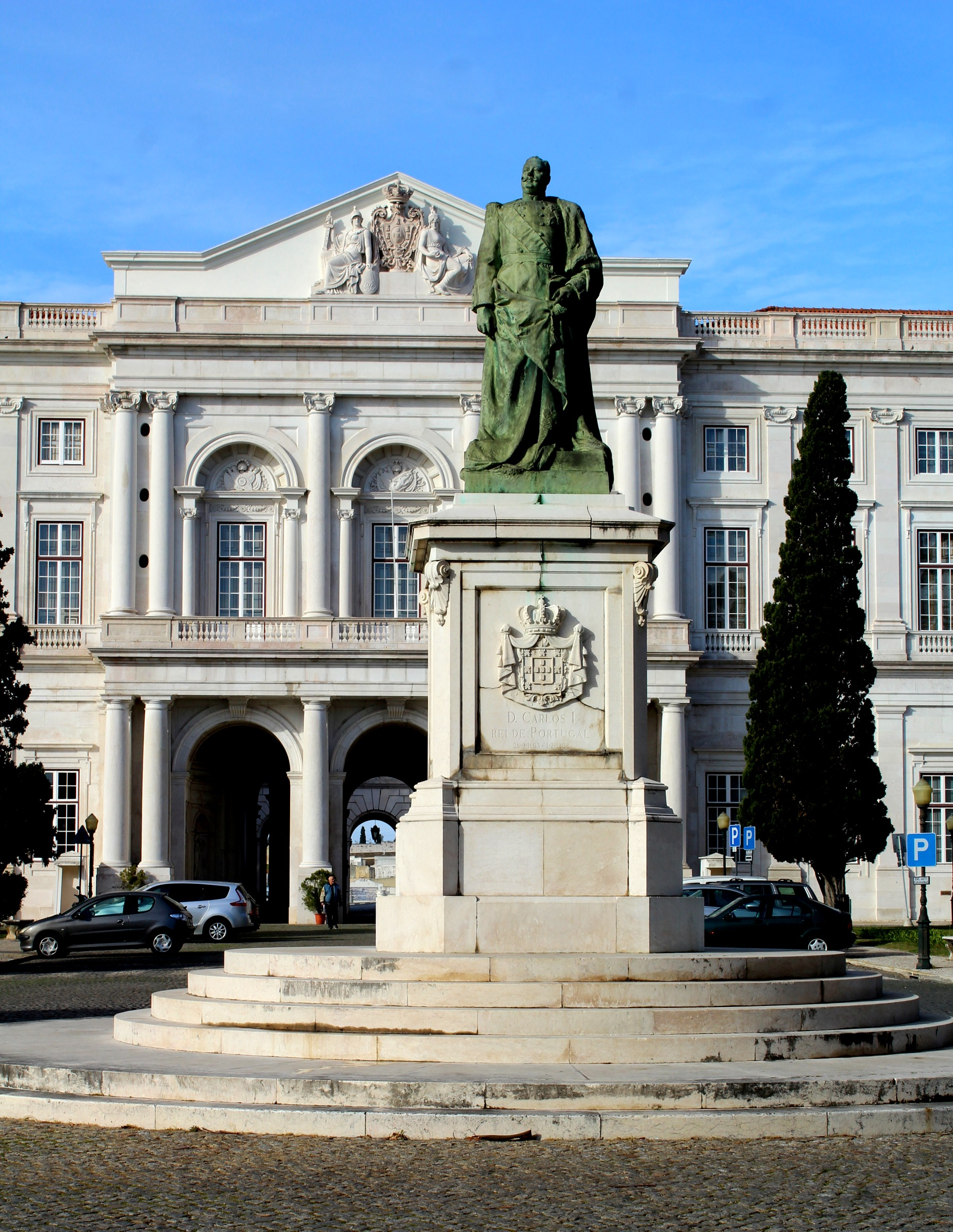
Das Denkmal für König Karl I.
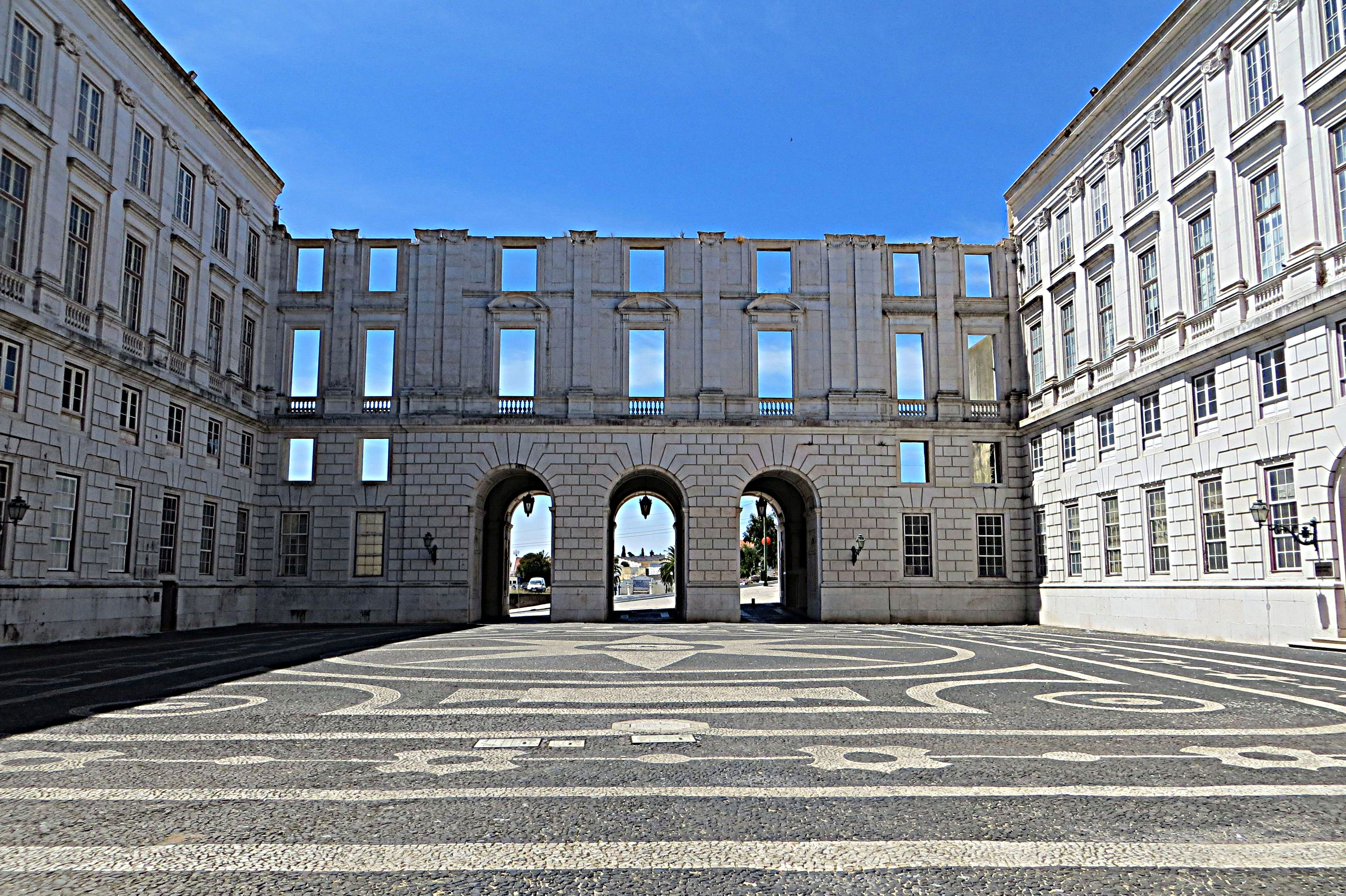
Der unvollendete Westflügel
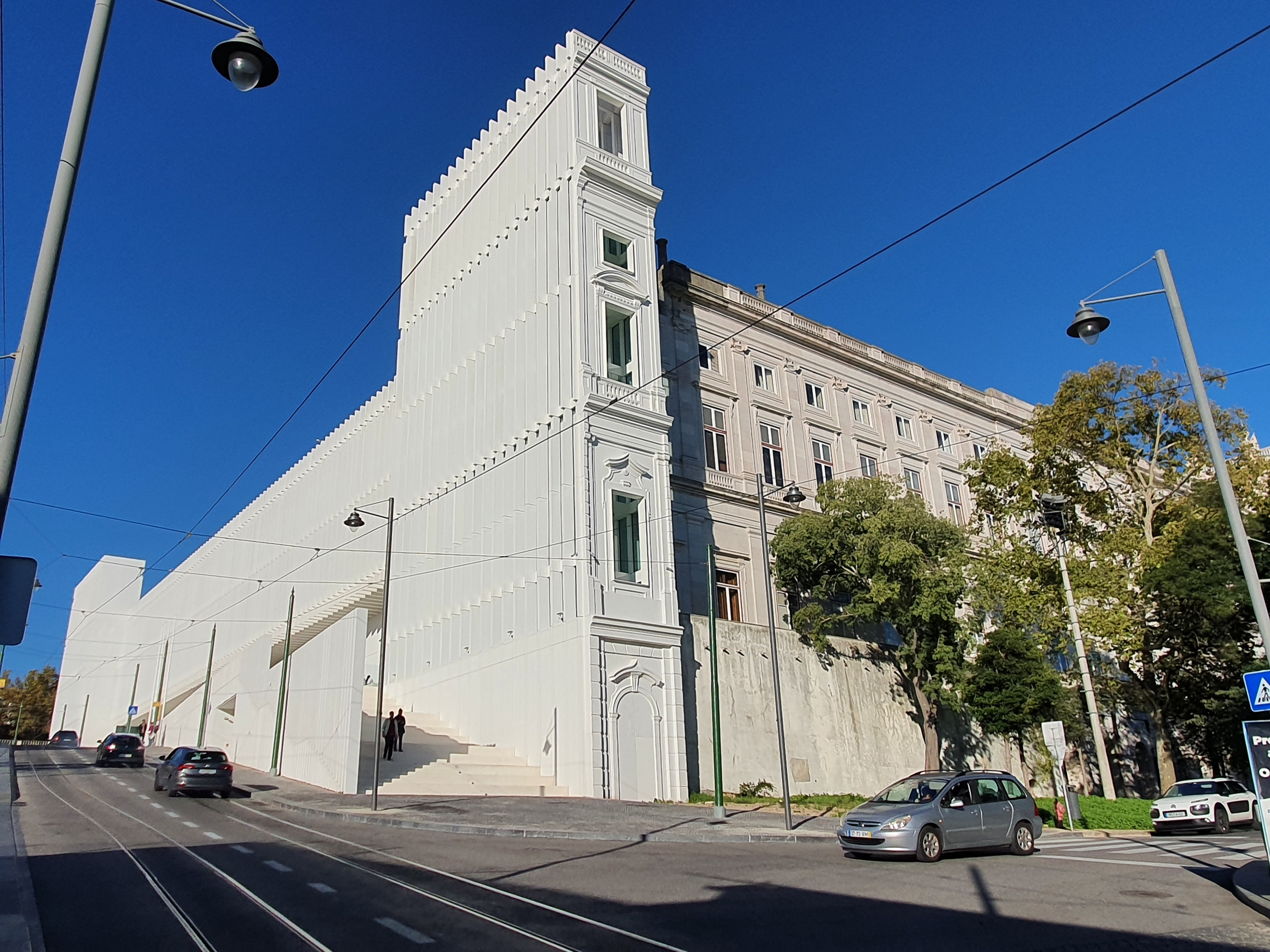
Der vollendete Westflügel